# Mario Dazzini
Mario Dazzini (Pietrasanta, 1910 – Massa, 1985) è stato un esperantista italiano.
È noto soprattutto per la creazione della Biblioteca nazionale di esperanto, che ha sede a Massa, da lui inizialmente proposta assieme alla sorella Catina Dazzini, già a partire dagli anni 1950.
Il 31 di maggio 2018 il Comune di Massa gli ha intitolato una piazza 'piazza Catina e Mario Dazzini - esperantisti' per ricordare l'attività svolta dai fratelli Dazzini per la città stessa.
Mario Dazzini era laureato in giurisprudenza e insegnò materie letterarie nell’istituto professionale per l’industria di Massa di cui era uno dei fondatori. Oltre che conoscere greco e latino, parlava inglese, francese tedesco. 
Sfollato nel 1944 a Volegno, per sfuggire all'occupazione tedesca, collaborò con le forze partigiane.
Finita la guerra fondò a Massa il comitato per la ricostruzione della Zona Industriale. Riuscì, con l'appoggio del prefetto Pietro Del Giudice a recuperare buona parte dei macchinari rubati dalle truppe di occupazione naziste e a proteggere i ruderi delle fabbriche.
Grazie al suo impegno, nel 1947 fu emanata la prima legge che dava vita al Consorzio delle attività industriali. Senza questo provvedimento la Zona Industriale Apuana sarebbe stata destinata al totale smantellamento. Grazie all'intelligenza e operosa azione del presidente del Consorzio, l'economia locale conobbe una formidabile crescita.
Collocato a riposo nel 1975, lui e sua sorella Catina coronarono un altro sogno culturale e sociale, quello di costituire a Massa il ‘Gruppo internazionale Amici dall'esperanto’, cui aderirono 44 deputati appartenenti a tutti i gruppi politici rappresentati in parlamento. Subito dopo i fratelli Dazzini fondarono la ‘Scuola di rappresentazioni teatrali di commedie in dialetto’ e, nel 1956, portarono in città il 27º Congresso nazionale degli esperantisti.